# Фахретдинов, Ризаитдин Фахретдинович
Ризаитди́н Фахретди́нович Фахретди́нов (Риза Фахретдинов; тат. Ризаэддин Фәхреддин; 4 (16) января 1859, д. Кичучатово, Бугульминский уезд, Самарская губерния — 11 апреля 1936, Уфа, Башкирская АССР, РСФСР, СССР) — ученый-просветитель, историк, богослов, религиозный и общественный деятель. Муфтий ЦДУМ (1922—1936).

## Биография

### Происхождение
Родился в деревне Кичучатово Бугульминского уезда Самарской губернии (ныне Альметьевский район Республики Татарстан).
Родословная (шежере) Ризаитдина Фахретдинова выглядит следующим образом: Тансар → Кармыш → Бахшанди → Кайбулла → Янгилды → Тоймухамет → Ишмухамет → Юлдаш → Бикмухамет → Субхангул → Сайфетдин → Фахретдин → Ризаитдин. Предки богослова были служилыми татарами села Шырдан Свияжского уезда Казанской губернии, которые переселились в Кичучатово., и сам Фахретдинов утверждал, что их род происходил из деревни Шырдан (ныне село Большие Ширданы Зеленодольского района Татарстана), откуда его прадед, Юлдаш бин Ишкай, бежал после завоевания Казани, боясь насильственной христианизации.
В Писцовой перечневой книге Свияжского уезда 1646-1651 гг. («Список перечневой Свияжскаго уезду свияжских мурз и служилых татар и недорослей поместным землям с книг писма и меры») в деревне Большие Ширданы предки Р. Фахретдинова упоминаются среди служилых татар:  «Дер. Татарские Большие Ширданы на речке Большие Ширданы за помещиками. №61. Янгильда Кайбулин. Двор помещичий. 14 четей, 200 копен. Примерно сверх 13 четей без четверика. 20 копен. Большие Ширданы. Янгильда Кайбулин да в д. Наратлех, а на его поместной земле живут себе дворами: 1. сын Янгилды Темяшко Янгилдин...».
Семья Юлдаша фиксируется в материалах I ревизии (1719 г.) по деревне Нижние Чупты (ныне Старые Чупты Чекмагушского района Республики Башкортостан), они числятся среди ясашных татар «Юлдаш Ишкеев 30 лет, у него сын Биккул 1 месяц».
Во II ревизской сказке в деревне Киркали (ныне деревня Каркали Лениногорского района Республики Татарстан) они значатся среди ясашных татар: «под номером 38 492 переселенный из Нижних Чептов Юлдаш Ишкеев 56 лет, у него дети Биккул 27 лет, Бикмет 20 лет, Мрат 18 лет и Мухаммад 5 лет, у Бекмета сын Субханкул 1 месяца».
В материалах III ревизии 1762 г. по деревне Киркали зафиксирована информация о переезде Юлдаша Ишкеева со своей семьей в деревню Кичучатово.
Прадед Ризы Фахретдина - Субханкул был старшиной 4-й команды тептярей., а дед Сайфетдин и отец Фахретдин (1818—1891) служили имам-хатыбами в деревне Кичучатово. У Фахретдина было две жены и одиннадцать детей. Матерью Ризаитдина была Магуба Рымкуловна (1821—1873).
По утверждению М. И. Роднова, в материалах подворной переписи есть карточка 1900-01 гг., где родственником из Кичучатово было указано, что он «по народности тептяр». В метрике о рождении, в паспорте 1912 г. указано, что Ризаитдин Фахретдинов принадлежит к сословию башкир. По утверждению Г. Хусаинова, в анкете, составленной в 1929 году собственноручно Фахретдиновым имеется сведения о его национальности — башкир-тептяр.  По мнению Л. Ф. Байбулатовой, желание сохранить земельные наделы и статус члена сельского общества в родной деревне, стало причиной, чтобы в официальных документах фигурировало башкирское сословие. 

### Становление
Учился в сельском медресе. Владел тюрки, арабским, персидским, татарским, турецким и русским языками.
В 1867—1868 годах учился в медресе при 1-й мечети Чистополя у шейха Закира-ишана Камалова. В 1869—1889 годах учился и преподавал в медресе деревни Нижние Чершилы. Здесь в 1884 году в его руки попала газета «Терджиман» Исмаила Гаспринского. В последние годы учёбы Фахретдинов заинтересовался творчеством улемов-реформаторов А. Курсави, Ш. Марджани, Дж. Афгани, М. Абдо.
В 1887 году в Казани опубликована «Книга по морфологии» («Китабе эттэсриф») — первое произведение Ризаитдина Фахретдинова, посвящённое арабскому языку.

### Первый уфимский период
В 1891 году переехал в Уфу, где служил казыем в Оренбургском магометанском духовном собрании. 20 августа 1891 году утверждён в звании ахуна.
1893 году вместе с М. И. Уметбаевым написал историческую статью «Казань и башкиры». В сентябре 1894 года встретился с М. Акмуллой, и обещал поэту опубликовать его произведения в виде книги. В том же году установил дружеские отношения с шейхом Зайнуллой Расулевым, позднее, 1917 году, в его честь выпустил книгу. 1895 году, вместе с М. И. Уметбаевым, сопровождал венгерского учёного А. Вамбери в его путешествии и помогал ему собрать материалы по башкирскому языку.

### В Оренбурге
В 1906—1908 годах — помощник редактора либеральной татарской газеты «Вакыт», в 1908—1918 годах — редактор журнала «Шуро», которые издавались в Оренбурге золотопромышленниками Рамеевыми. В журнале «Шуро» Фахретдиновым опубликованы 179 биографических статей о видных деятелях мусульманской культуры. Со страниц журнала Фахретдинов отстаивал идею исторической преемственности Волжской Булгарии, Золотой Орды, Казанского ханства и современных автору тюрко-мусульман Поволжья. Способствовал укреплению связей между мусульманами России и других стран, выступал против колониальной и империалистической политики Запада. Проводил исследования по истории и культуре народов Урала и Поволжья. Литературное и научное творчество Ризаитдина Фахретдинова, его журналистская и редакторская деятельность оказали значительное влияние на развитие духовной культуры народов Урало-Поволжья. Его имя было широко известно в Средней Азии и Казахстане.
В декабре 1917 года участвовал в работе III Всебашкирского учредительного курултая (съезда). На нём Р. Фахретдинов был избран в состав Кесе-Курултая — предпарламента Башкурдистана.
Являлся уполномоченным Башкирского шуро по Караван-Сараю в городе Оренбурге.

### Второй уфимский период
В 1922 году избран муфтием Центрального духовного управления мусульман Внутренней России и Сибири.
В 1926 году участвовал в I Всемирном мусульманском конгрессе как руководитель делегации советских мусульман и совершил хадж в Мекку.
В 1927 году ЦДУМ объединил исторически максимальное число приходов — 14 825. Но уже к маю 1930 года более 10 000 мечетей было закрыто, от 90 до 97 % мулл и муэдзинов были лишены возможности исполнять свои обязанности.
Фахретдинов протестовал против закрытия мечетей, арестов и уничтожения религиозных библиотек. Часть литературы ему всё-таки удалось спасти в архиве ЦДУМ. В 1930 году муфтий собирался подать в отставку вместе с другими членами ЦДУМ, чтобы обратить внимание всего мира на положение религии Ислама в СССР.
Закончил свой творческий и жизненный путь на посту муфтия России и Сибири в 1936 году в городе Уфа, не дожив несколько месяцев до массовых арестов руководства Духовного управления. По преданию, тысячи мусульман, узнав о смерти Фахретдина, собрались тайно ночью в его родном ауле для прочтения «джаназа» (поминальной молитвы) по усопшему. Похоронен на мусульманском кладбище в Уфе.

## Творчество
Ризаитдин Фахретдинов является крупным религиозным философом.
Им написаны повести «Салима, или Целомудрие» (1889), «Асма, или Проступок и наказание» (1903), в которых автор выступает сторонником приобщения народа к передовой европейской культуре, поднимает проблему эмансипации женщины.
Важнейшее место в наследии Ризаитдина Фахретдинова занимает многотомная историко-биобиблиографическая книга «Асар» («Асар»), посвящённая жизни и творчеству учёных, деятелей культуры и просвещения народов Востока, над которой он работал в течение нескольких десятилетий.
В вопросах становления и развития литературного татарского языка его позиция неоднозначна. Некоторое время Р.Фахретдин был увлечен идеей создания единого для всех тюрков литературного языка, в дальнейшем писал на языке, близком к разговорной речи казанских татар, и называл его «казанский тюрки».

## Семья
Жена — Нурджамал (Нуризиган) Абдулнасыровна, в браке с 1885 года
Сын — Габдрахман (1887—1936)
Сын — Габдулахад (1889—1938),
Сын — Габдрашид (1892—1953)
Дочь — Зайнаб (1893—1985).
Сын - Хасан (1897-1899)
Сын — Сагид (1900—1944)
Сын - Хасан (1901-1902)
Дочь — Асьма (1906—1993).

## Память

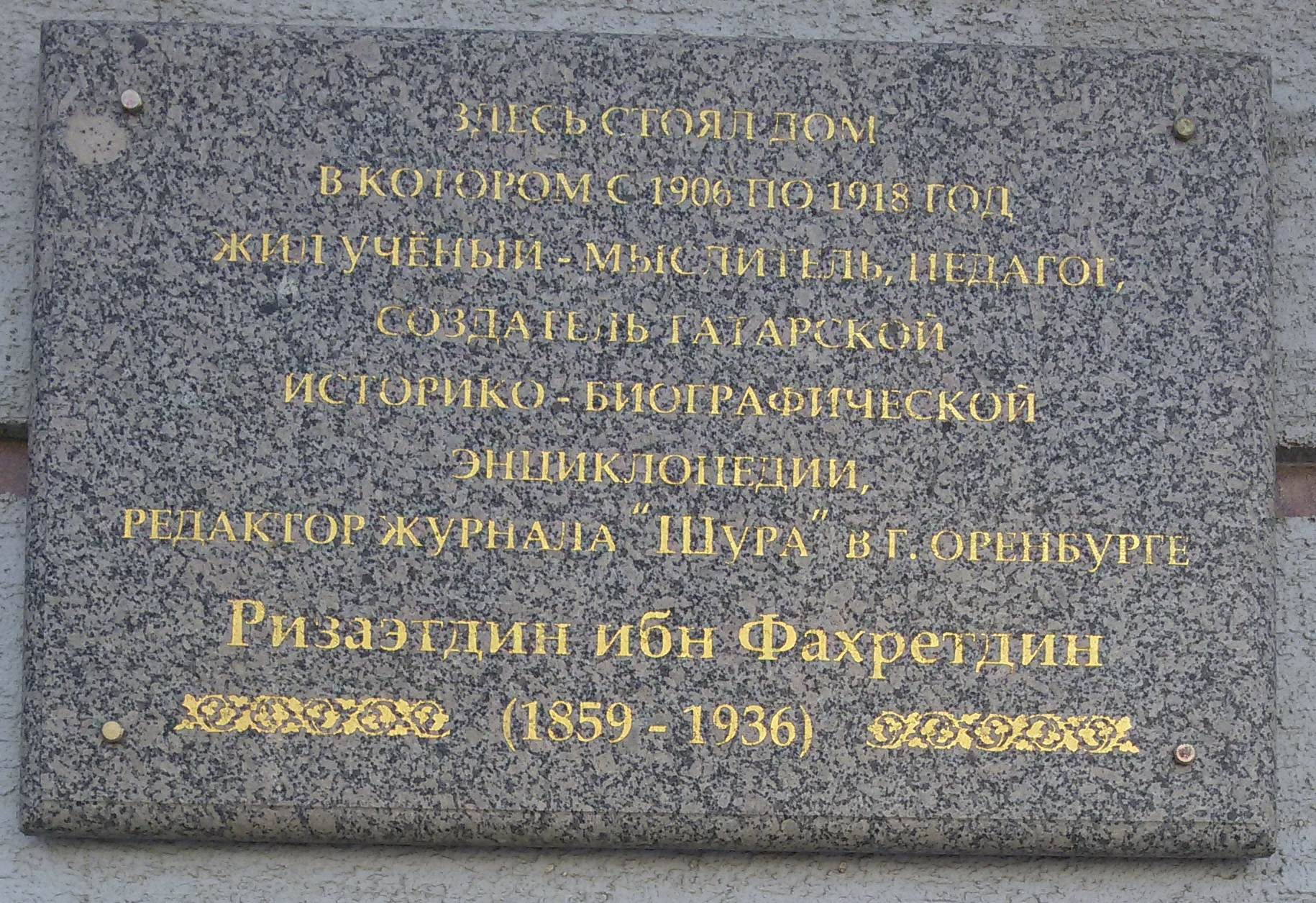
Мемормиальная доска в Оренбурге

- Имя Р. Фахретдинова носили образовательные учреждения-предшественники Российского исламского университета — медресе имени Р. Фахретдинова в г. Уфе (1989—1999) и созданный на его базе Исламский институт им. Ризаэтдина ибн Фахретдина (1999—2003).
- В Альметьевске расположена Центральная мечеть имени Ризаэддина Фахреддина и исламское медресе им. Р. Фахреддина ЦРО ДУМ РТ (с 1998 года)[25][26].
- В Альметьевске одна из центральных улиц носит имя Ризы Фахретддина.
- В 1995 году в с. Кичучатово Альметьевского района Республики Татарстан открыт мемориальный музей Ризаэддина Фахреддина[27].
- В 2005 году в Республике Татарстан в целях совершенствования и дальнейшего развития национального образования, более глубокого изучения и широкого применения педагогического наследия великого татарского просветителя и педагога Ризаэддина Фахреддина, а также усиления стимулирующей роли материального и морального поощрения педагогических коллективов и работников образования учреждена Республиканская премия им. Ризаэддина Фахреддина. Ежегодно вручается две премии — педагогическим коллективам и работникам учреждений дошкольного, дополнительного, общего среднего, начального, среднего и высшего профессионального образования Республики Татарстан. Лауреаты премии получают нагрудный знак «Республиканская премия имени Ризаэддина Фахреддина» и диплом[28].
- С 2004 года в Республике Татарстан ежегодно проводятся республиканские педагогические чтения, посвящённые изучению творческого наследия Ризаэддина Фахреддина[29].
- В 2009, 2011, 2016 и 2017 годах в Уфе проведены Фахретдиновские чтения.
- В 2009 году в г. Лениногорск одной из формируемых улиц присвоено имя Ризы Фахреддина[30].
- В 2013 году в г. Чистополь одной из вновь застраиваемых улиц в северо-западном районе города было присвоено название улица Р. Фахреддина[31].
- В 2015 году в г. Казань одна из улиц коттеджного комплекса «Казанская усадьба» в Приволжском районе получила название улицы Фахретдина Ризаитдина[32].